# MOS Technology 6507

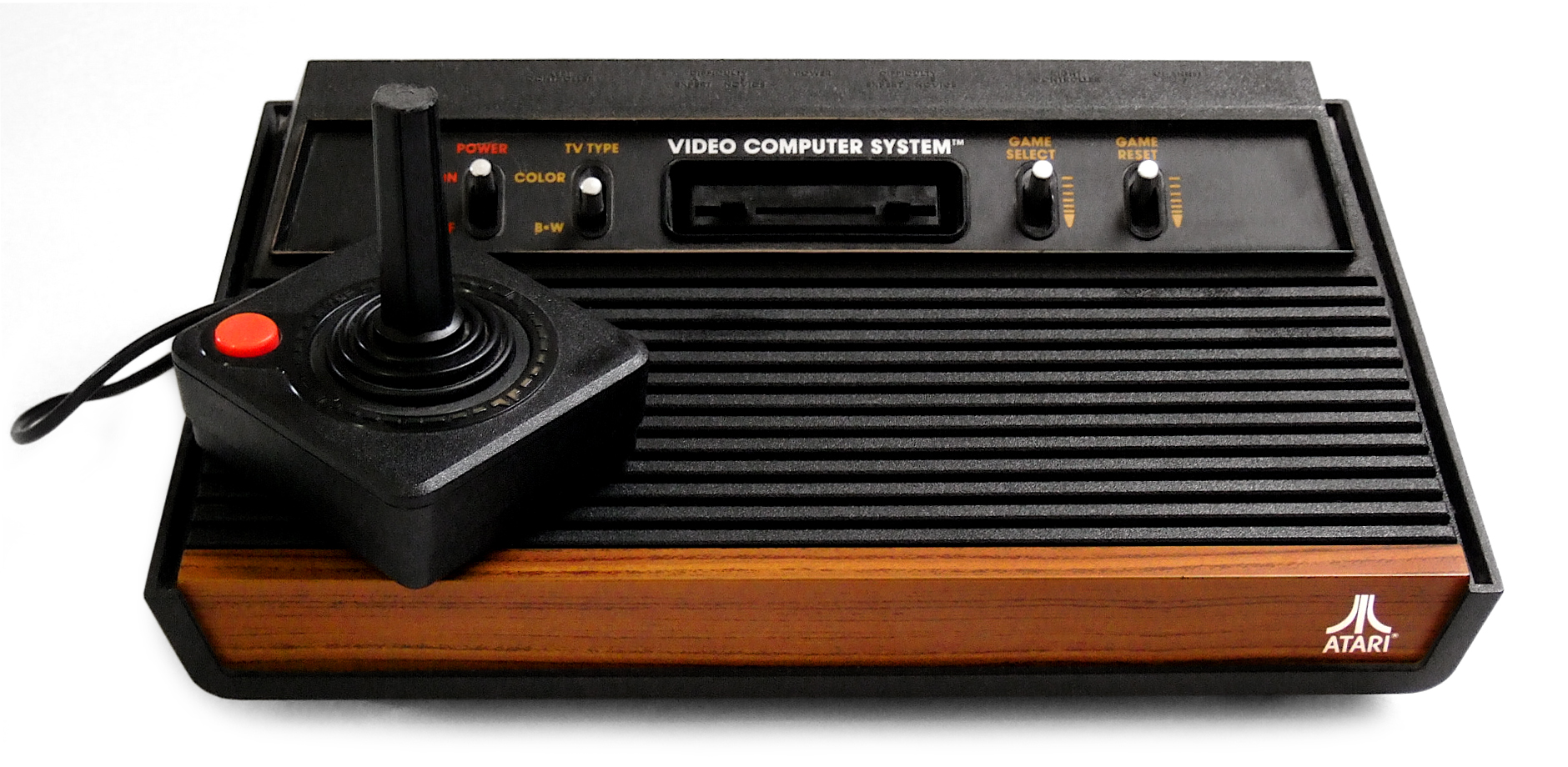
Atari 2600

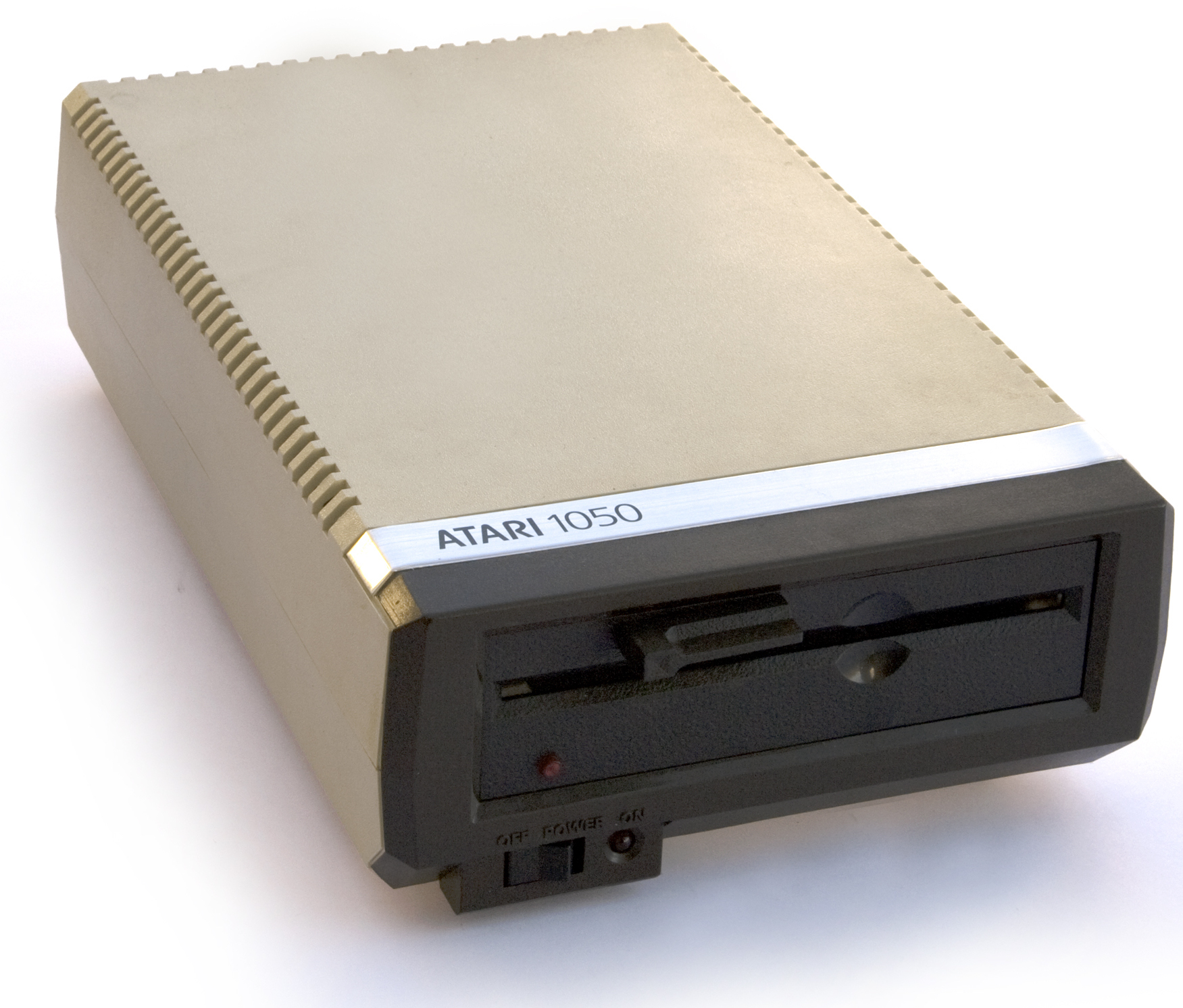
Stacja dyskietek Atari 1050

MOS Technology 6507 – 8-bitowy procesor firmy MOS Technology. Stanowił zubożoną wersję modelu 6502.
W celu obniżenia kosztów, firma MOS zredukowała liczbę nóżek adresowych z 16 do 13. Skutkowało to zmniejszeniem adresowanego przez 6507 obszaru pamięci do 8 KB, jednak nadal w 1975 r. liczba ta była stosunkowo duża. Owo posunięcie pozwoliło umieścić układ w mniejszej aniżeli 6502, 28-pinowej obudowie. Krótka szyna adresowa 6507 uniemożliwiła obsługę zewnętrznych przerwań. Procesor ten znalazł szerokie zastosowanie tylko w konsoli gier wideo Atari 2600 oraz jako kontroler stacji dyskietek w modelach Atari 810 i 1050. W konsoli Atari 2600 możliwości procesora były ograniczone przez konstrukcję slotu kartridża, co skutkowało możliwością adresowania jedynie 4 KB pamięci operacyjnej. W czasie, gdy model 6502 był szeroko wykorzystywany, w latach 80. ceny pamięci półprzewodnikowej zaczęły stopniowo maleć, aż oszczędność zastosowana w 6507 straciła sens.